# Loke, Nova Gorica
Loke este o localitate din comuna Nova Gorica, Slovenia, cu o populație de 256 de locuitori.